# دانشگاه پیتسبورگ (جانستاون)، پنسیلوانیا
دانشگاه پیتسبورگ (به انگلیسی: University of Pittsburgh) یک منطقهٔ مسکونی در ایالات متحده آمریکا است که در شهرستان کمبریا، پنسیلوانیا واقع شده‌است. دانشگاه پیتسبورگ ۱٬۵۷۲ نفر جمعیت دارد.